# Dario Frigo
Dario Frigo (* 18. September 1973 in Saronno, Italien) ist ein ehemaliger italienischer Radrennfahrer.

## Sportliche Laufbahn
1991 wurde Dario Frigo Dritter der italienischen Straßenmeisterschaft der Junioren. Von 1995 bis 2005 stand er bei verschiedenen Profi-Mannschaften unter Vertrag. Seine bedeutendsten Siege waren Paris–Nizza im Jahr 2001, die Tour de Romandie 2001 und 2002, die Meisterschaft von Zürich 2002. 2000 gewann er den Giro di Campania. 2002 wurde er italienischer Meister im Einzelzeitfahren. 2003 gewann er die Setmana Catalana de Ciclisme.
Viermal nahm Frigo am Giro d’Italia teil, 2003 gewann er die 18. Etappe und wurde Siebter der Gesamtwertung, im selben Jahr fuhr er die Vuelta a España. Dreimal – 1997, 2002 und 2005 – startete er bei der Tour de France. Bei seiner Teilnahme im Jahr 2002 gewann er die 17. Etappe und belegte Platz 25 in der Gesamtwertung. 2005 wurde er während seiner Tour-Teilnahme nach der zehnten Etappe von der französischen Polizei verhaftet.

### Doping 2005
Am 13. Juli 2005 wurde Frigo in Courchevel verhaftet, nachdem im Auto seiner Frau das verbotene Hormon EPO gefunden worden war. Schon 2001 hatte es Ermittlungen gegen ihn wegen eines Doping-Skandals beim Giro d’Italia 2001 gegeben, und er war mit einer hohen Geldstrafe belegt worden. Im April 2009 wurden er und seine Frau jeweils zu drei Monaten Haft auf Bewährung verurteilt, nachdem sie gegen das ursprüngliche Urteil aus dem Jahre 2005 – jeweils sechs Monate auf Bewährung zuzüglich einer Geldstrafe von 8757 Euro – Einspruch eingelegt hatte. Frigo selbst bezeichnete sich als „Opfer des Systems von systematischem Doping“ in seinem damaligen Team.